# The Three Johns
I The Three Johns sono stati un gruppo musicale post punk/indie rock inglese attivo dal 1981 al 1990.
Due dei tre membri facevano parte anche dei The Mekons.

## Formazione
- Jon Langford (chitarra)
- John Hyatt (voce)
- Phillip "John" Brennan (basso)

## Discografia

### Album
- 1984 - Atom Drum Bop
- 1986 - The World By Storm
- 1986 - Crime Pays - Rock 'n' Roll In The ... Demonocracy - The Singles 82-86
- 1987 - Live In Chicago
- 1988 - The Death Of Everything
- 1990 - Eat Your Sons
- 1992 - Deathrocker Scrapbook
- 1996 - The Best Of...

### Singoli ed EP
- 1982 - English White Boy Engineer
- 1983 - Pink Headed Bug
- 1983 - Men Like Monkeys EP
- 1983 - A.W.O.L. EP
- 1983 - Some History EP
- 1984 - Do The Square Thing
- 1985 - Death Of The European
- 1985 - Brainbox (He's A Brainbox)
- 1986 - Sold Down The River
- 1987 - Never And Always
- 1988 - Torches Of Liberty